# Jever-Carolinensieler Eisenbahngesellschaft
Die Jever-Carolinensieler Eisenbahngesellschaft (J.C.E.G.) betrieb von 1888 bis 1897 die Bahnstrecke Jever–Harle. Sie war ein vom Großherzogtum Oldenburg unterstütztes Unternehmen unter Führung des Bankhauses Erlanger & Söhne in Frankfurt am Main. Ihre Strecke verband den Bahnhof Jever an der Ostfriesischen Küstenbahn mit dem Hafenort Carolinensiel, von wo aus die Schaluppen nach Wangerooge starteten. Am 1. Juli 1890 wurde die Verlängerung zum neuen Hafen Harle dem Betrieb übergeben; von hier aus gingen die Schiffe nach Wangerooge. Die Betriebsführung wurde von Anfang an durch die Großherzoglich Oldenburgische Eisenbahn GOE übernommen.
Die Strecke entwickelte sich defizitär. Daraufhin übernahm am 6. April 1897 (Rückwirkend zum 1. Januar des Jahres) die GOE die J.C.E.G., deren Strecke seitdem Teil dieser Staatsbahn und ihrer Nachfolger war. Die Deutsche Bundesbahn legte sie zum 24. September 1989 auch für den Güterverkehr still. Heute verläuft ein Radweg auf Teilen der ehemaligen Bahntrasse.